# Джузеппе Мадзіні
Джузеппе Мадзіні (Мацціні) (італ. Giuseppe Mazzini; 22 червня 1805, Генуя — 10 березня 1872, Піза) — діяч національно-визвольного руху Італії, політик, патріот, філософ, видатний музикознавець, що зіграв важливу роль в ході першого етапу руху за національне звільнення і ліберальні реформи в XIX столітті.

## Біографія
Пройшовши курс домашнього виховання, Джузеппе Мадзіні поступає на юридичний факультет Генуезького університету. Після закінчення університету в 1827 році Мадзіні присвячує себе літературній діяльності. Він співпрацює з генуезькими, потім з ліворнськими газетами і літературними виданнями.
Вступає в таємне товариство карбонаріїв. У 1830 році за доносом він був арештований і запроторений до в'язниці старовинної фортеці Савони. Саме тут він приходить до ідеї про створення нової організації, здатної очолити боротьбу за національне об'єднання Італії й звільнення її від австрійського панування.
Влітку 1831 року у Франції Мадзіні створив організацію, що отримала назву «Молода Італія». У 1833 році Мадзіні був головним організатором вторгнення в П'ємонт, здійсненого зі Швейцарії під керівництвом Раморіно; сам Мадзіні взяв особисту участь в поході. Експедиція не вдалася. Мадзіні був висланий за межі Франції і переселився до Женеви, а «Молода Італія» вступила в смугу розпаду.
Поразкою закінчилася спроба відродження, в 1834 році, «Молодої Італії» під новою назвою «Молода Європа», але з колишніми цілями й завданнями. У 1834 році Мадзіні заснував журнал «La jeune Suisse» в Золотурні, але золотурнські власті заарештували, а потім вислали більшість співробітників журналу, в тому числі й Мадзіні.
Розшукуваний поліцією, він був вимушений виїхати в січні 1837 року зі Швейцарії до Лондона. У 1840—1841 роках в Лондоні він заснував (в рамках «Молодої Італії») «Союз італійських робітників», що мав відділення в низці європейських країн.
У 1844 році він підтримував експедицію братів Бандієра.
У 1846 році створив «Інтернаціональний союз народів».
У 1848 році, коли в Італії повсюдно почалася революція, Мадзіні негайно поспішив на батьківщину і заснував у Мілані газету «L'Italia del popolo» і товариство Associazione nationale, що мали на меті боротьбу за приєднання Ломбардії до П'ємонту. Перед падінням Мілана Мадзіні вступив до загону Гарібальді; потім він прибув до Рима, де його разом з Саффі й Армелліні обрано членом тріумвірату, і очолив його. Він став незабаром справжнім лідером уряду і проявивши хороші адміністративні уміння в соціальних реформах.
Коли римські національні збори визнали неможливим подальшу оборону й запропонувало тріумвіру вступити в переговори з французьким генералом Удіно про здачу Рима, Мадзіні разом з товаришами склав з себе повноваження й виїхав до Лондона.
У 1853 році він організував невдале повстання в Мілані, в 1857 році — експедицію Пізакане.
Коли Гарібальді узяв Неаполь, то Мадзіні поспішив туди, щоб переконати Гарібальді рушити на Рим. Коли цей план став рушитися, Мадзіні виїхав до Лондона, звідки підтримував збором грошей і вербуванням волонтерів експедиції Гарібальді на Рим в 1862 і 1867 роках. Не побажав скористатися амністією 1866 року, попри те, що багато разів був обраний до італійського парламенту.
У 1870 році на Сицилії почався республіканський рух. Сам Мадзіні не вірив в його успіх, але вирушив на острів. Схопивши його у відкритому морі на шляху до Сицилії, відвезли в Гаету, але через 2 місяці звільнили за умови залишити Італію. Його мрія перетворити Італію на республіку зазнала краху, оскільки Камілло Бенсо ді Кавур організував монархію на чолі з Віктором Емануїлом II. Мадзіні поселився в Лугано (у Швейцарії), де заснував газету «La Roma del Popolo».
У 1872 році він повернувся до Італії, але простудився, переїзжаючи через Альпи, і помер в Пізі, в будинку одного з своїх друзів. На його похорони в Генуї стеклося понад 50 тисяч осіб, і похоронна процесія стала демонстрацією проти уряду.

## Ідеї
Мадзіні вважають одним з засновників і очільників руху за об'єднання Італії і перетворення її на єдину національну державу. Головним методом досягнення цієї мети він вважав революцію — «з народом і для народу», ширшу за таємні змови карбонаріїв.

Водночас Мадзіні не обмежувався суто італійськими справами. Він проповідував свободу особи і національне визволення усіх народів. Своє кредо Мадзіні формулював як 
|  | «Я люблю мою країну, тому що я люблю всі країни» |

Мадзіні прагнув згуртувати визвольні рухи з різних країн Європи навколо спільної мети — перетворення континенту на спільноту національних держав за принципом «кожній нації — своя держава».
Мадзіні вважав, що всі європейські народи мають жити в рівності і братерстві всередині природних меж, відведених їм Богом. Мадзіні не вважав, що національна єдність і незалежність повинні бути даровані правителями або досягнуті за допомогою дипломатичних інтриг. Він відкидав також французький «вождизм». За концепцією Мацзіні, цілі націоналізму й лібералізму дані Богом, і, отже, їхнє досягнення є невід'ємним правом всіх народів.
Уявлення Мадзіні про нову Європу передбачало руйнування монархічного правління в Австро-Угорщині, Росії і Османській імперії. Він бажав об'єднання у федерації таких країн, як Німеччина, Італія і землі від Балтійського до Егейського і Чорних морів. Росії він хотів компенсувати її територіальні втрати в Європі, коштом Азії. Мадзіні вважав, що в XX столітті націоналізм має розповсюдитися за межі Європи.

## Твори
- Твори Мадзіні видані в Мілані і Римі, в 1861—1886 роках, під заголовком: «Scritti editi ed inediti».
- Витяг німецькою виданий в Гамбурзі в 1868, і англійською, з біографією, в Лондоні, в 1864—1868.
- «Filosofia della musica», Париж, 1836
- «Corrispondenza inedita» Мілан, 1875
- «Lettere inedite» Рим, 1885
- «Duecento lettere inedite» Турин, 1888